# CONCACAF W Championship 2022
Die elfte CONCACAF W Championship, die nordamerikanische Meisterschaft im Frauenfußball, wurde vom 4. Juli bis zum 18. Juli 2022 in Mexiko ausgetragen. Titelverteidiger waren die USA, die neben Kanada automatisch gesetzt waren. Sechs weitere Teams, darunter auch Gastgeber Mexiko, mussten sich in einem Qualifikationsturnier zwischen Februar und April 2022 qualifizieren.
Das Turnier diente als nordamerikanische Qualifikation für die Weltmeisterschaft 2023 in Australien und Neuseeland. Costa Rica, Jamaika, Kanada und die USA qualifizierten sich als Halbfinalisten direkt dafür. Mit Haiti und Panama nehmen zwei weitere Mannschaften an einem internationalen WM-Play-off-Turnier teil. Die USA qualifizierten sich außerdem für die Olympischen Sommerspiele 2024 und den CONCACAF W Gold Cup 2024.
Sieger wurde zum insgesamt neunten Mal die USA mit einem 1:0-Sieg gegen Kanada. Im Spiel um Platz drei setzte sich Jamaika mit 1:0 nach Verlängerung gegen Costa Rica durch. Torschützenkönigin wurde die Kanadierin Julia Grosso mit drei Toren, während die US-Amerikanerin Alex Morgan zur besten Spielerin des Wettbewerbs ernannt wurde.

## Spielstätten
Im Februar 2022 gab die CONCACAF die zwei Stadien in den zwei Städten Guadalupe und San Nicolás, die beide im Großraum Monterrey liegen, bekannt. Das Estadio Universitario in San Nicolás war einer der Spielorte der Weltmeisterschaft 1986 und der U-17-Weltmeisterschaft 2011. Die beiden Stadien verfügen über eine Kapazität von 42.000 und 51.000 Zuschauern.
| Guadalupe                               | San Nicolás                             |
| --------------------------------------- | --------------------------------------- |
| Estadio BBVA Bancomer Kapazität: 51.000 | Estadio Universitario Kapazität: 42.000 |
| Estadio BBVA Bancomer                   | Estadio Universitario                   |

## Modus
Bei der Endrunde bildeten die acht Teilnehmer zwei Vierergruppen, von denen sich jeweils die ersten beiden für das Halbfinale qualifizierten. In der Gruppenphase spielte jede Mannschaft gegen jede andere Mannschaft ihrer Gruppe nach dem Meisterschaftsmodus. Das Halbfinale, das Spiel um Platz 3 und das Finale wurde im K.-o.-System gespielt, bei dem eine Verlängerung und ein Elfmeterschießen möglich waren. Aufgrund der Aufstockung der WM-Plätze für die CONCACAF von vorher dreieinhalb auf nun vier plus zweier Plätze im WM-Play-off-Turnier, qualifizierten sich die vier Halbfinalisten direkt für die Weltmeisterschaft 2023. Die beiden Gruppendritten nehmen am Play-off-Turnier teil.
Zusätzlich qualifizierte sich der Sieger für das Fußballturnier der Olympischen Sommerspiele 2024 in Frankreich und für die erstmalige Austragung des CONCACAF W Gold Cups im Jahr 2024. Die zweit- und drittplatzierte Mannschaft werden in einem Play-off-Spiel den zweiten Olympiateilnehmer ausspielen.

## Teilnehmer

### Qualifikation
Anders als bei den vorherigen Turnieren waren nur die beiden besten Mannschaften in der FIFA-Weltrangliste von August 2020, die USA und Kanada, direkt qualifiziert. Die Gruppenauslosung fand am 21. August 2021 in Miami statt. Die 30 angemeldeten Mannschaften wurden entsprechend ihrer Platzierungen in der FIFA-Weltrangliste von Juli 2021 in fünf Lostöpfe aufgeteilt und in sechs Fünfergruppen gelost.
Die Spiele waren ursprünglich für November 2021 und April 2022 vorgesehen. Aufgrund der Corona-Pandemie musste der Start auf Februar 2022 verlegt werden. Pro Mannschaft wurden vom 16. bis zum 22. Februar und vom 6. bis zum 12. April jeweils zwei Heim- und zwei Auswärtsspiele ausgetragen. Jede Mannschaft spielte einmal gegen jede andere ihrer Gruppe. Die sechs Gruppensieger qualifizierten sich für die Endrunde.
Mexiko qualifizierte sich zum zehnten Mal und bleibt damit zusammen mit den USA und Kanada Rekordteilnehmer. Von den 2018 teilgenommenen Mannschaften konnten sich Costa Rica, Jamaika, Panama und Trinidad und Tobago erneut qualifizieren. Für Haiti ist es die erste Teilnahme nach 2014.

### Auslosung
Die Gruppenauslosung fand am 19. April 2022 in Miami statt. Die Mannschaften wurden entsprechend ihren Platzierungen in der FIFA-Weltrangliste von Juni 2021 auf vier Lostöpfe verteilt und in zwei Gruppen mit jeweils vier Mannschaften gelost. Die USA und Kanada waren bereits als Gruppenköpfe der Gruppen A und B gesetzt.
- Lostopf 1: Vereinigte Staaten, Kanada
- Lostopf 2: Mexiko, Costa Rica
- Lostopf 3: Jamaika, Panama
- Lostopf 4: Haiti, Trinidad und Tobago

| Gruppe A           | Gruppe B            |
| ------------------ | ------------------- |
| Vereinigte Staaten | Kanada              |
| Mexiko             | Costa Rica          |
| Jamaika            | Panama              |
| Haiti              | Trinidad und Tobago |

## Gruppenphase

### Gruppe A
| Pl. | Land               | Sp. | S | U | N | Tore    | Diff. | Punkte |
| --- | ------------------ | --- | - | - | - | ------- | ----- | ------ |
| 1.  | Vereinigte Staaten | 3   | 3 | 0 | 0 | 009:000 | +9    | 09     |
| 2.  | Jamaika            | 3   | 2 | 0 | 1 | 005:500 | ±0    | 06     |
| 3.  | Haiti              | 3   | 1 | 0 | 2 | 003:700 | −4    | 03     |
| 4.  | Mexiko             | 3   | 0 | 0 | 3 | 000:500 | −5    | 0      |

| 4. Juli 2022 in San Nicolás  |   |                    |           |
| Mexiko                       | – | Jamaika            | 0:1 (0:1) |
| 4. Juli 2022 in San Nicolás  |   |                    |           |
| Vereinigte Staaten           | – | Haiti              | 3:0 (2:0) |
| 7. Juli 2022 in Guadalupe    |   |                    |           |
| Haiti                        | – | Mexiko             | 3:0 (1:0) |
| 7. Juli 2022 in Guadalupe    |   |                    |           |
| Jamaika                      | – | Vereinigte Staaten | 0:5 (0:2) |
| 11. Juli 2022 in San Nicolás |   |                    |           |
| Jamaika                      | – | Haiti              | 4:0 (1:0) |
| 11. Juli 2022 in San Nicolás |   |                    |           |
| Vereinigte Staaten           | – | Mexiko             | 1:0 (0:0) |

### Gruppe B
| Pl. | Land                | Sp. | S | U | N | Tore    | Diff. | Punkte |
| --- | ------------------- | --- | - | - | - | ------- | ----- | ------ |
| 1.  | Kanada              | 3   | 3 | 0 | 0 | 009:000 | +9    | 09     |
| 2.  | Costa Rica          | 3   | 2 | 0 | 1 | 007:200 | +5    | 06     |
| 3.  | Panama              | 3   | 1 | 0 | 2 | 001:400 | −3    | 03     |
| 4.  | Trinidad und Tobago | 3   | 0 | 0 | 3 | 000:110 | −11   | 0      |

| 5. Juli 2022 in Guadalupe   |   |                     |           |
| Costa Rica                  | – | Panama              | 3:0 (2:0) |
| 5. Juli 2022 in Guadalupe   |   |                     |           |
| Kanada                      | – | Trinidad und Tobago | 6:0 (1:0) |
| 8. Juli 2022 in San Nicolás |   |                     |           |
| Trinidad und Tobago         | – | Costa Rica          | 0:4 (0:3) |
| 8. Juli 2022 in San Nicolás |   |                     |           |
| Panama                      | – | Kanada              | 0:1 (0:0) |
| 11. Juli 2022 in Guadalupe  |   |                     |           |
| Panama                      | – | Trinidad und Tobago | 1:0 (1:0) |
| 11. Juli 2022 in Guadalupe  |   |                     |           |
| Kanada                      | – | Costa Rica          | 2:0 (1:0) |

## Finalrunde

### Spielplan
|  | Halbfinale         | Halbfinale |            |   | Finale | Finale |
|  |                    |            |            |   |        |        |
|  | Vereinigte Staaten | 3          |            |   |        |        |
|  | Costa Rica         | 0          |            |   |        |        |
|  |                    |            |            |   |        |        |
|  |                    |            |            |   |        |        |
|  | Vereinigte Staaten | 1          |            |   |        |        |
|  |                    | Kanada     | 0          |   |        |        |
|  |                    |            |            |   |        |        |
|  | Spiel um Platz 3   |            |            |   |        |        |
|  |                    |            | Costa Rica | 0 |        |        |
|  | Kanada             | 3          | Jamaika    | 1 |        |        |
|  | Jamaika            | 0          |            |   |        |        |

### Halbfinale
| 14. Juli 2022 in San Nicolás |   |            |           |
| Vereinigte Staaten           | – | Costa Rica | 3:0 (2:0) |
| 14. Juli 2022 in San Nicolás |   |            |           |
| Kanada                       | – | Jamaika    | 3:0 (1:0) |

### Spiel um Platz 3
| 18. Juli 2022 in Guadalupe |   |         |           |
| Costa Rica                 | – | Jamaika | 0:1 n. V. |

### Finale
| Vereinigte Staaten                                 | Vereinigte Staaten | Kanada | Kanada |
| -------------------------------------------------- | --- | --- | ------ |
| Vereinigte Staaten                                 | \| 18. Juli 2022 in Guadalupe (Estadio BBVA Bancomer) \| \| Ergebnis: 1:0 (0:0) \| \| Zuschauer: 17.247 \| \| Schiedsrichterin: Katia García ( Mexiko) \| \| Spielbericht \| | \| 18. Juli 2022 in Guadalupe (Estadio BBVA Bancomer) \| \| Ergebnis: 1:0 (0:0) \| \| Zuschauer: 17.247 \| \| Schiedsrichterin: Katia García ( Mexiko) \| \| Spielbericht \| | Kanada |
| Vereinigte Staaten                                 | Alyssa Naeher – Sofia Huerta, Alana Cook, Becky Sauerbrunn , Emily Fox – Rose Lavelle (90.+2' Taylor Kornieck), Andi Sullivan, Lindsey Horan – Sophia Smith (88. Margaret Purce), Alex Morgan (89. Naomi Girma), Mallory Pugh (89. Trinity Rodman) Cheftrainer: Vlatko Andonovski | Kailen Sheridan – Jayde Riviere (61. Allysha Chapman), Kadeisha Buchanan, Vanessa Gilles, Ashley Lawrence – Jessie Fleming, Desiree Scott, Quinn (57. Julia Grosso) – Christine Sinclair (68. Jordyn Huitema) – Janine Beckie, Nichelle Prince (67. Adriana Leon) Cheftrainerin: Bev Priestman ( England) | Kanada |
| Vereinigte Staaten                                 | 1:0 Morgan (78., Foulelfmeter) | | Kanada |
| Vereinigte Staaten                                 | Horan (41.) | Sinclair (46.) | Kanada |
| 18. Juli 2022 in Guadalupe (Estadio BBVA Bancomer) | | |        |
| Ergebnis: 1:0 (0:0)                                | | |        |
| Zuschauer: 17.247                                  | | |        |
| Schiedsrichterin: Katia García ( Mexiko)           | | |        |
| Spielbericht                                       | | |        |

- Schiedsrichtergespann:  Mayte Chávez und  Enedina Caudillo (Assistentinnen),  Odette Hamilton (Vierte Offizielle)

## Beste Torschützinnen
Nachfolgend sind die besten Torschützinnen des Turniers gelistet. Bei gleicher Anzahl an Toren sind die Spielerinnen zunächst nach der Anzahl der Vorlagen und anschließend nach den Spielminuten sortiert.
| Rang | Spieler            | Tore | Vorlagen | Spielminuten |
| ---- | ------------------ | ---- | -------- | ------------ |
| 1    | Julia Grosso       | 3    | 1        | 172          |
| 2    | Khadija Shaw       | 3    | 1        | 363          |
| 3    | Alex Morgan        | 3    | 0        | 349          |
| 4    | Jessie Fleming     | 3    | 0        | 414          |
| 5    | Cristin Granados   | 2    | 2        | 413          |
| 6    | Kristie Mewis      | 2    | 0        | 087          |
| 7    | Sophia Smith       | 2    | 0        | 322          |
| 8    | Katherine Alvarado | 2    | 0        | 420          |

Zu diesen besten Torschützinnen mit mindestens zwei Toren kommen 21 weitere mit je einem Tor sowie ein Eigentor.

## Auszeichnungen
Zur besten Spielerin des Turniers wurde die US-Amerikanerin Alex Morgan, zur besten jungen Spielerin die Haitianerin Melchie Dumornay und zur besten Torhüterin die Kanadierin Kailen Sheridan gewählt. Torschützenkönigin wurde die Kanadierin Julia Grosso mit drei Toren und einer Vorlage bei weniger Einsatzzeit vor der Jamaikanerin Khadija Shaw. Den Fair-Play-Preis erhielt die kanadische Mannschaft.
Nach dem Finale stellte die CONCACAF eine „Mannschaft des Turniers“ mit elf Spielerinnen auf. Neben Morgan wurden drei weitere Nordamerikameisterinnen, vier Spielerinnen des unterlegenen Finalisten Kanada, zwei Jamaikanerinnen sowie eine Haitianerin in das All-Star-Team berufen.
| Tor             | Abwehr                                     | Mittelfeld                                               | Angriff                               |
| --------------- | ------------------------------------------ | -------------------------------------------------------- | ------------------------------------- |
| Kailen Sheridan | Naomi Girma Becky Sauerbrunn Vanessa Giles | Rose Lavelle Jessie Fleming Drew Spence Melchie Dumornay | Alex Morgan Julia Grosso Khadija Shaw |

## Schiedsrichterinnen
Am 21. Juni 2022 nominierte die CONCACAF elf Schiedsrichterinnen plus 16 Schiedsrichterassistentinnen sowie je zwei Ersatz-Schiedsrichterinnen und zwei Ersatz-Assistentinnen für das Turnier. Jeweils zwei Schiedsrichterinnen stammen aus Kanada, Mexiko und den Vereinigten Staaten. Drei Schiedsrichterinnen gehörten einem Verband an, dessen Mannschaft sich nicht für den Wettbewerb qualifizieren konnte. Die Kanadierin Marie-Soleil Beaudoin, die Honduranerin Melissa Borjas und die US-Amerikanerin Ekaterina Koroleva waren schon bei der Weltmeisterschaft der Frauen 2019 im Einsatz.
Für den eingesetzten Videobeweis wurden 18 Videoassistentinnen nominiert.
Hauptschiedsrichterinnen
- Marianela Araya
- Astrid Gramajo
- Melissa Borjas
- Odette Hamilton
- Marie-Soleil Beaudoin
- Myriam Marcotte
- Katia García
- Francia González
- Tatiana Guzmán
- Ekaterina Koroleva
- Tori Penso

Schiedsrichterassistentinnen
- Lidia Ayala
- Iris Vail
- Lourdes Noriega
- Shirley Perelló
- Jassett Kerr-Wilson
- Stephanie Yee Sing
- Chantal Boudreau
- Ivett Santiago
- Enedina Caudillo
- Mayte Chávez
- Karen Díaz
- Sandra Ramírez
- Mijensa Rensch
- Felisha Mariscal
- Brooke Mayo
- Kathryn Nesbitt

Videoschiedsrichterinnen
- Marianela Araya
- Melissa Borjas
- Shirley Perelló
- Odette Hamilton
- Stephanie Yee Sing
- Chantal Boudreau
- Carol Chénard
- Enedina Caudillo
- Mayte Chávez
- Karen Díaz
- Francia González
- Sandra Ramírez
- Tatiana Guzmán
- Ekaterina Koroleva
- Felisha Mariscal
- Brooke Mayo
- Kathryn Nesbitt
- Tori Penso